# 33 (număr)
33 (treizeci și trei) este numărul natural care urmează după 32 și este urmat de 34.

## În matematică
33 este:
- un număr compus.[1]
- un semiprim, fiind produsul a două numere prime: 33 = 3 x 11.[2][3]
- Este un număr Blum[4][5] deoarece divizorii săi sunt numere prime gaussiene.
- Este un număr Størmer.[6][7]
- un număr dodecagonal.[8][9]
- Este un număr centrat dodecaedric.[10]
- cel mai mare număr întreg pozitiv care nu poate fi exprimat ca suma unor numere triunghiulare diferite.
- ce mai mic număr repdigit impar care nu este prim.
- suma primelor patru factoriale pozitive: 33 = 1 + 2 + 6 + 24.
- suma sumei divizorilor primelor 6 numere întregi pozitive.
- suma a trei cuburi: {\displaystyle 33=8866128975287528^{3}+(-8778405442862239)^{3}+(-2736111468807040)^{3}}.[11]

## În știință
- Este numărul atomic al arsenului.[12]

### Astronomie
- NGC 33 este o stea dublă în constelația Peștii.
- Messier 33 este o galaxie din constelația Triunghiul.
- 33 Polyhymnia este o planetă minoră.
- 33P/Daniel este o cometă periodică din sistemul solar.

## Alte domenii
- +33 este prefixul telefonic internațional al Franței.[13]
- Este codul de țară UIC al Chinei.[14]